# Bum (Sierra Leona)
Bum es un municipio (chiefdom) del distrito de Bonthe en la provincia del Sur, Sierra Leona, con una población con una población censada en diciembre de 2015 de 24 339 habitantes.
Se encuentra ubicado al sur del país, junto a la costa del océano Atlántico, la desembocadura del río Jong y la isla Sherbro.